# Рок Хъдзън
Рок Хъдзън (на английски: Rock Hudson), е американски филмов и телевизионен актьор. 

## Биография

### Ранни години
Рок Хъдзън е роден като Рой Харолд Шиърър младши на 17 ноември 1925 г. в Уинетка, щата Илинойс. Той е единствено дете на Катрин Уд и Рой Харолд Шиърър, старши. Майка му е телефонен оператор от английско-ирландски произход, а баща му е автомеханик от германско-шведски произход. По време на голямата депресия в САЩ през 1930-те бащата изоставя семейството. Тогава майка му се омъжва за Уолъс Фицджералд, чиято фамилия придобива и малкия Рой.
След завършване на гимназия служи във Филипините като механик към въоръжените сили на САЩ по време на Втората световна война. През 1946 г. Хъдзън пристига в Лос Анджелис с намерение да преследва актьорска кариера. Кандидатства за драматичните програми към Университета на Южна Калифорния, но е отхвърлен. За известно време работи като шофьор на камион, когато щастлива среща с холивудския ловец на таланти Хенри Уилсън през 1948 година му отваря пътя към филмовия бранш.

### Личен живот
Хъдзън е с хомосексуална ориентация, но никога не се разкрива през живота си.
През 1955 г. се жени за Филис Гейтс, секретарката на неговия агент, но двамата се развеждат през 1958 г.

### Кариера
През 1950-те и 1960-те години Хъдзън е сред най-популярните звезди на Холивуд. Името му излиза на преден план след забележителните му драматични роли във филмите „Великолепно обсебване“ (1954), „Написано на вятъра“ (1956), „Гигант“ (1956) и „Сбогом на оръжията“ (1957). Хъдзън е номиниран за награда Оскар за най-добра главна мъжка роля за ролята си в „Гигант“.
От началото на 60-те години голяма популярност добиват партньорствата му на екрана с Дорис Дей и Джина Лолобриджида в поредица романтични комедии. Най-известният филм е „Интимен разговор“ (1959).
Изпълнява главната роля в телевизионния сериал „Макмилън и съпруга“, излъчван от Ен Би Си в периода 1971-77 г, а по-късно гастролира в ролята на Даниел Рийс в „Династия“.

### Смърт
Рок Хъдзън умира поради усложнения от СПИН на 59 години на 2 октомври 1985 г.

## Избрана филмография
| Година | Филм                  | Оригинално заглавие   | Роля                     | Режисьор            |
| ------ | --------------------- | --------------------- | ------------------------ | ------------------- |
| 1950   | Пустинен ястреб       | The Desert Hawk       | капитан Рас              | Фредерик Де Кордова |
| 1951   | Дебелакът             | The Fat Man           | Рой Кларк                | Уилям Касъл         |
| 1952   | Завоят на реката      | Bend of the River     | Трей Уилсън              | Антъни Ман          |
| 1952   | Хоризонт в прерията   | Horizons West         | Нийл Хамънд              | Бъд Бетикър         |
| 1953   | Семиноли              | Seminole              | Лейтенант Ланс Колдуел   | Бъд Бетикър         |
| 1953   | Яростна битка         | Gun Fury              | Бен Уорън                | Раул Уолш           |
| 1954   | Великолепно обсебване | Magnificent Obsession | Боб Мерик                | Дъглас Сирк         |
| 1956   | Гигант                | Giant                 | Джордан Бенедикт         | Джордж Стивънс      |
| 1956   | Написано върху вятъра | Written on the Wind   | Мич Уейн                 | Дъглас Сирк         |
| 1957   | Боен химн             | Battle Hymn           | полковник Дийн Хес       | Дъглас Сирк         |
| 1957   | Нещо ценно            | Something of Value    | Питър                    | Ричард Брукс        |
| 1957   | Сбогом на оръжията    | A Farewell to Arms    | лейтенант Фредрик Хенри  | Чарлс Видор         |
| 1959   | Земята е моя          | This Earth Is Mine    | Джон Рамбю               | Хенри Кинг          |
| 1959   | Интимен разговор      | Pillow Talk           | Брад Алън                | Майкъл Гордън       |
| 1961   | Ела септември         | Come September        | Робърт Талбот            | Робърт Мълиган      |
| 1961   | Любовникът се завръща | Lover Come Back       | Джери Уебстър            | Делбърт Ман         |
| 1962   | Спираловидният път    | The Spiral Road       | д-р Антон Дрейджър       | Робърт Мълиган      |
| 1964   | Не ми изпращай цветя  | Send Me No Flowers    | Джордж                   | Норман Джуисън      |
| 1965   | Непознати приятели    | Strange Bedfellows    | Картър Харисън           | Мелвин Франк        |
| 1968   | Ледена станция Зебра  | Ice Station Zebra     | Джеймс Ферадей           | Джон Стърджис       |
| 1969   | Непобедимите          | The Undefeated        | Полковник Джеймс Лангдън | Андрю Маклаглън     |
| 1973   | Разкриване            | Showdown              | Чък Джарвис              | Джордж Сийтън       |
| 1978   | Лавина                | Avalanche             | Дейвид Шелби             | Кори Алън           |
| 1984   | Посланикът            | The Ambassador        | Франк Стивънсън          | Джей Лий Томпсън    |

- 1971-1977 Макмилън и съпруга (McMillan & Wife) - полицейски комисар Стюърт Макмилън (ТВ сериал)
- 1984-1985 Династия (Dynasty) - Даниел Рийс (ТВ сериал) участва в 9 епизода